# جان أندريه
جان أندريه (بالفرنسية: Jean André)‏ هو رسام فرنسي، ولد في 1662 في باريس في فرنسا، وتوفي بنفس المكان في 14 أبريل 1753.